# Bay Cycling Classic (vrouwen)
De Bay Cycling Classic was een etappekoers in Australië. De wedstrijd werd elk jaar in januari gereden en bestond uit een serie criteriums in de stad Geelong en rond de baai Port Phillip in de staat Victoria.
De wedstrijd was vooral bekend onder de sponsornaam Jayco Bay Cycling Classic. In de latere jaargangen was de sponsornaam Michelton Bay Cycling Classic.
De wedstrijd kende voornamelijk Australische deelnemers, die dan voor een andere ploeg rijden dan in de rest van het seizoen. De koers verdween definitief na 2023.

## Meervoudige winnaressen
| Overwinningen | Renner               | Land      | Jaren            |
| ------------- | -------------------- | --------- | ---------------- |
| 3             | Anna Wilson          | Australië | 1996, 1998, 1999 |
| 3             | Rochelle Gilmore     | Australië | 2002, 2010, 2011 |
| 2             | Kathy Watt           | Australië | 1994, 1995       |
| 2             | Oenone Wood          | Australië | 2004, 2005       |
| 2             | Katie Bates          | Australië | 2003, 2007       |
| 2             | Melissa Hoskins      | Australië | 2012, 2013       |
| 2             | Valentina Scandolara | Italië    | 2017, 2019       |
| 2             | Chloe Hosking        | Australië | 2015, 2020       |
| 2             | Ruby Roseman-Gannon  | Australië | 2022, 2023       |

## Overwinningen per land
| Overwinningen | Land      |
| ------------- | --------- |
| 25            | Australië |
| 3             | Italië    |